# Rio (Virginia)
Rio es un lugar designado por el censo ubicado en el condado de Albemarle en el estado estadounidense de Virginia. En el Censo de 2020 tenía una población de 2076 habitantes y una densidad poblacional de 61,85 habitantes por km². Fue incluido como CDP en el censo de 2020.

## Geografía
Rio se encuentra ubicado en las coordenadas 38°04′34″N 78°27′40″O / 38.07611, -78.46111. Según la Oficina del Censo de los Estados Unidos,  tiene una superficie total de 1,60 km², todos  corresponidientes a tierra firme.